# 王維仁
王維仁（1959年—），是一名生於臺灣的香港建築師，現任香港大學建築系教授及王維仁建築研究室主持人，同時也是美國建築師學會及香港建築師學會會員。

## 生平
王維仁籍貫屏東，生於台灣台北市，在新竹長大。父親是大學教授，母親則是家庭主婦。畢業於國立臺灣大學，先後獲地質系學士、土木工程研究所碩士。後到美國留學，獲柏克萊加州大學建築碩士。此後在三藩市擔任建築師。1994年起至今长居香港。曾任2007年香港建築雙年展策展人，美國麻省理工學院客座副教授，南京大學、 國立交通大學及同濟大學客座副教授。2012年起担任香港大学建筑系教授，并曾任建筑系主任。

## 建築作品

### 代表作品
王維仁的建築作品以學校和公共建築為主，以下為其代表作：
- 香港中文大學（深圳）一期校園：大學圖書館、學生中心、逸夫書院
- 國立臺南藝術大學音樂系
- 臺北白沙灣旅客中心
- 杭州西溪濕地藝術村
- 嶺南大學社區學院
- 香港理工大學社區學院

### 獲獎
- 美國建築師學會設計獎（1999、2001、2002年）
- 臺灣遠東建築獎（2001、2002、2003）
- 香港綠色建築獎（2012、2008年）
- 香港建築師學會獎（2009年）

## 個人生活
王維仁的太太是台灣人，是其大學同學。兩人育有一子。居港三十年，會說帶有台灣口音的粵語。